# Johann Ludwig Knoch

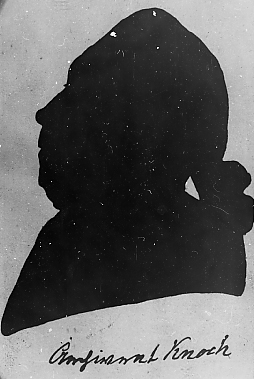
Johann Ludwig Knoch

Johann Ludwig Knoch (* 18. Dezember 1712 in Sankt Goar; † 2. Mai 1808 in Detmold) war ein deutscher Bibliothekar und Archivar.

## Leben
Johann Ludwig Knoch wurde am 18. Dezember 1712 in Sankt Goar als Sohn des reformierten Kantors Johann Conrad Koch und dessen Frau Anna Constantina von Ixen geboren. Er studierte an der Universität Marburg und war ab 1733 als Schreiber und Archivar für Casimir Graf zu Sayn-Wittgenstein tätig. Gleichzeitig waren ihm seine mathematischen und zeichnerischen Fähigkeiten bei der Betätigung im Bauwesen nützlich. Für Friedrich Wilhelm zu Solms-Braunfels war Knoch in den Jahren 1736 bis 1754 als Archivar, Prinzenerzieher und Baurat tätig. In Braunfels lernte er Marie Eleonore Schwarz (* um 1720; † 20. Mai 1797) kennen, die er im Oktober 1745 zur Frau nahm. Mit ihr hatte er drei Töchter (Johannette, Dorothea Friederike, Christine Luise) und einen Sohn (Friedrich Georg). Vom 1. Juli 1754 an stand Knoch als Archivrat in den Diensten des Hauses Leiningen-Westerburg. 
Am 25. September 1761 berief ihn Graf Simon August zur Lippe nach Detmold, um dort die Betreuung des vernachlässigten herrschaftlichen Archivs zu übernehmen. Knoch folgte dem Ruf erst im Dezember 1762 und zog mitsamt seiner Familie in die kleine Grafschaft. Dort übernahm er neben dem Archiv auch die Leitung der öffentlichen Bibliothek (bis 1771), die sich damals in den Räumen der Provinzialschule befand. Für seine Dienste erhielt er jährlich 400 Reichstaler, ein Einkommen, das er mit etlichen Nebenämtern aufbesserte: So war er von 1763 bis 1765 Landbaumeister und fertigte in dieser Zeit zahlreiche Zeichnungen der lippischen Städte an, 1768 bis 1783 betraute man ihn mit der Landvermessung, er übernahm von 1763 bis 1774 das Wegekommissariat und von 1763 bis 1801 das Zuchthauskommissariat. Trotzdem musste Knoch 1774 zum Erwerb des Exterdeschen Anwesens einen größeren Kredit aufnehmen. Im Jahr 1781 wurde ihm als Gehilfe Christian Gottlieb Clostermeier zur Seite gestellt. Der junge Jurist sollte später nicht nur Knochs Schwiegersohn, sondern auch sein Nachfolger werden.
Nach dem Tod seines Mentors Simon August verschlechterten sich für Johann Knoch die Arbeitsbedingungen. Bei der Regierungskrise 1790 nahm er die falsche Seite ein, man legte ihm – auch wegen seines hohen Alters – den Ruhestand nahe. Er aber weigerte sich, die Pensionierung anzunehmen, daher entband man ihn 1792 vom Dienst und übergab ihn der Staatsanwaltschaft. Durch die Göttinger Juristenfakultät wurde Knoch 1795 freigesprochen und arbeitete bis 1804 weiter im Archiv. Johann Ludwig Koch überlebte seine 1797 verstorbene Frau um elf Jahre und starb am 2. Mai 1808 im hohen Alter.